# AltaVista
AltaVista, internetska tražilica osnovana 15. prosinca 1995. godine. Postala je jedna od najkorištenijih tražilica. Izgubila je vodeće mjesto pored Googlea. Kupio ju je Yahoo! 2003. godine, koji je zadržao ime marke, ali je zasnovao sva AltaVistina pretraživanja na vlastitoj tražilici. Yahoo! je AltaVistu ugasio 8. srpnja 2013. godine. Otad je domena preusmjerena na Yahoo!-ovo mjesto pretraživanja.
Bila je prva pretraživa baza podataka cjelovitih tekstova na World Wide Webu s jednostavnim sučeljem. Kad je pokrenuta, dvije su je inovacije stavile ispred ostalih tražilica. Imala je brza višenitna web pauka (Scooter) koji je mogao pokriti mnogo više stranica nego što se prvo mislilo. Također je imala učinkovitu back-end pretragu koja je radila na naprednom sklopovlju.
Stvorili su ju istraživači na Digital Equipment Corporationovom Network Systems Laboratory and Western Research Laboratory koji su pokušavali omogućiti usluge za učiniti nalaženje datoteka na javnim mrežama lakšim. Paul Flaherty je došao s izvornom zamisli, skupa s Louisom Monierom i Michaelom Burrowsom, koji su napisali kod za web pauka i indeksor, respektivno. Izabrano je ime "AltaVista" s obzirom na okružje njihove kompanije u Palo Altu, Kalifornija. AltaVista javno je pokrenuta kao internetska tražilica 15. prosinca 1995. godine na adresi altavista.digital.com.

## Vanjske poveznice
- AltaVista.com